# Керкраде
Керкраде (нидерл. Kerkradeо файле, МФА: [ˈkɛrkˌraˑdə]) — город и община на юго-востоке Нидерландов, в провинции Лимбург, на востоке граничащий с немецким Херцогенратом. 
Одной из достопримечательностей Керкраде является улица Ньюстраат (Nieuwstraat). По ней проходит граница между Нидерландами и Германией. С немецкой стороны улица носит название Нойштрассэ (Neustrasse). Оба названия переводятся одинаково — Новая улица.
В городе базируется футбольный клуб «Рода», выступающий в высшей лиге чемпионата Нидерландов.

## История
История Керкраде тесно связана с соседним Херцогенратом. В XI веке было одно поселение, называвшееся Роде и расположенное у реки Вурм. В 1104 году монахи-августинцы основали рядом с ним аббатство.
Поселение Роде много раз меняло владельца. Когда оно входило в состав Герцогства Брабант, его название было изменено на Хертогенроде (то есть Герцогское Роде). Во времена французского владычества оно носило название Ролдюк. С 1661 года поселение контролировалось испанцами, с 1713 по 1785 годы — австрийцами, с 1795 по 1813 годы — французами. Наконец в 1815 году при образовании королевства Нидерландов поселение было разделено на западную и восточную части. Западная стала нидерландским городом Керкраде, а восточная — немецким Херцогенратом.
В XIII веке монахи построили несколько угольных шахт. В 1860 году началось более масштабное освоение месторождений, город стал стремительно расти и к началу XX века поглотил несколько мелких деревень. После 1960 года все шахты в Лимбурге были закрыты.

## Спорт
В городе базируется профессиональный футбольный клуб «Рода», выступающий в высшем дивизионе чемпионата Нидерландов.

## Города-побратимы
- Градец-Кралове